# Cho Kwi-jae
Cho Kwi-jae (Kyoto, 16 januari 1969) is een voormalig Zuid-Koreaans voetballer.

## Carrière
Cho Kwi-jae speelde tussen 1991 en 1997 voor Kashiwa Reysol, Urawa Red Diamonds en Vissel Kobe.